# Leo Komarov
Leonid „Leo“ Komarov (russisch Леонид Александрович Комаров; Transkription: Leonid Alexandrowitsch Komarow; * 23. Januar 1987 in Narva, Estnische SSR) ist ein  finnischer Eishockeyspieler, der seit August 2023 beim Helsingfors IFK aus der finnischen Liiga unter Vertrag steht und dort auf der Position des Centers spielt. Zuvor bestritt Komarov unter anderem 550 Partien in der National Hockey League (NHL) für die Toronto Maple Leafs und die New York Islanders. Mit der finnischen Nationalmannschaft gewann er unter anderem jeweils die Goldmedaille bei der Weltmeisterschaft 2011 sowie den Olympischen Winterspielen 2022.

## Karriere
Komarov wurde im heutigen Estland geboren, zog aber schon als kleines Kind mit seiner Familie nach Finnland, wohin sein Vater, der 1962 in Petrosawodsk geborene Alexandr Komarov, 1991 als Eishockeyspieler ging. Zwei jüngere Brüder, Daniel und Oskar, wurden in Finnland geboren. Die Familie lebte in der Region Österbotten, anfangs in Vaasa und dann in Nykarleby, wo Leo zweisprachig mit Russisch und Schwedisch aufwuchs. Außerdem spricht er Finnisch und Englisch. Komarov besitzt sowohl die finnische als auch die russische Staatsbürgerschaft.
Im Alter von fünf Jahren begann Leo mit dem Eislaufen. Er spielte in Kinder- und Jugendmannschaften verschiedener Vereine, zuletzt in Pori bei Porin Ässät, für deren Profimannschaft er in der Saison 2005/06 sein Debüt in der SM-liiga gab. Gleich in seinem Rookiejahr wurde der Angreifer Vizemeister mit seinem Team, wobei er in 44 Spielen der Hauptrunde insgesamt sechs Scorerpunkte erzielte. Zudem verbuchte er vier Scorerpunkte in 14 Playoff-Partien und lief in fünf Spielen für die finnische U20-Nationalmannschaft in der zweitklassigen Mestis auf. Anschließend wurde er im NHL Entry Draft 2006 in der sechsten Runde als insgesamt 180. Spieler von den Toronto Maple Leafs ausgewählt, die ihn anschließend jedoch nicht unter Vertrag nahmen.
Im Sommer 2006 wechselte Komarov zu den Pelicans aus Lahti, für die er die folgenden drei Spielzeiten auf dem Eis stand. Für die Saison 2009/10 erhielt der Linksschütze einen Vertrag beim HK Dynamo Moskau aus der Kontinentalen Hockey-Liga. Nach der Saison fusionierte Dynamo aufgrund finanzieller Probleme mit dem HK MWD Balaschicha zum OHK Dynamo. Im Juni 2010 erhielt Komarov einen Vertrag bei diesem neuen Club und gewann 2012 mit dem OHK den Gagarin-Pokal. Anschließend erhielt er von den Maple-Leafs einen Ein-Jahres-Vertrag und absolvierte für diese in der Saison 2012/13 49 NHL-Partien.
Im Juli 2013 verließ er die NHL wieder und wurde vom HK Dynamo Moskau unter Vertrag genommen, bevor er im Juli 2014 erneut von den Toronto Maple Leafs verpflichtet wurde. Dort war er bis zum Ende der Saison 2017/18 aktiv, als sein auslaufender Vertrag nicht verlängert wurde. In der Folge schloss er sich als Free Agent den New York Islanders an und unterzeichnete bei dem Team einen Vierjahresvertrag. Nachdem er dort drei Jahre des Vertrags erfüllt hatte, lösten beide Parteien den Vertrag in beiderseitigem Einvernehmen kurz nach dem Beginn der Spielzeit 2021/22 auf. Komarov wechselte daraufhin zurück in die KHL zum ambitionierten SKA Sankt Petersburg, wo er die Saison 2021/22 beendete. Im September 2022 schloss sich der Finne für eine Spielzeit dem schwedischen Erstligisten Luleå HF an, ehe er im August 2023 in die finnische Liiga zurückkehrte und sich dem Helsingfors IFK anschloss.

### International
Für Finnland nahm Komarov an den U20-Junioren-Weltmeisterschaften 2006 und 2007 teil. Des Weiteren stand er im Aufgebot Finnlands bei der Weltmeisterschaft 2009 und 2010, bevor er mit der finnischen Auswahl 2011 Weltmeister wurde. Bei den Olympischen Winterspielen 2014 gewann er mit der finnischen Nationalmannschaft die Bronzemedaille sowie bei den Weltmeisterschaften 2014 und 2016 jeweils die Silbermedaille. Wenig später vertrat er Finnland auch beim World Cup of Hockey 2016, der für Finnland mit drei verlorenen Spielen und einem Torverhältnis von 1:9 enttäuschend ausging. Im Anschluss daran erklärte Komarov im September 2016 seinen Rückzug aus der Nationalmannschaft und gab seine häufigen Verletzungen als Grund an. 2017 zeigte er Interesse an einer Rückkehr in die Nationalmannschaft, die jedoch daran scheiterte, dass er als Werbebotschafter für das Online-Glücksspielunternehmen NordicBet auftrat, während der Finnische Eishockeyverband den staatseigenen Lotteriebetrieb Veikkaus als Sponsor hat. Für die Euro Hockey Tour im Dezember 2021 wurde er wieder in den finnischen Nationalkader berufen. Wenig später nahm er für sein Heimatland an den Olympischen Winterspielen 2022 in Peking teil, wo die finnische Auswahl die erste Goldmedaille ihrer Geschichte errang.

## Erfolge und Auszeichnungen
| - 2006 Finnischer Vizemeister mit Porin Ässät - 2011 Teilnahme am KHL All-Star Game - 2012 Gagarin-Pokal-Gewinn mit dem OHK Dynamo | - 2014 Finlandssvenska bragdmedaljen - 2016 Teilnahme am NHL All-Star Game |

### International
| - 2006 Bronzemedaille bei der U20-Junioren-Weltmeisterschaft - 2011 Goldmedaille bei der Weltmeisterschaft - 2014 Bronzemedaille bei den Olympischen Winterspielen | - 2014 Silbermedaille bei der Weltmeisterschaft - 2016 Silbermedaille bei der Weltmeisterschaft - 2022 Goldmedaille bei den Olympischen Winterspielen |

## Karrierestatistik
Stand: Ende der Saison 2023/24

### International
Vertrat Finnland bei:
| - U20-Weltmeisterschaft 2006 - U20-Weltmeisterschaft 2007 - Weltmeisterschaft 2009 - Weltmeisterschaft 2010 - Weltmeisterschaft 2011 - Weltmeisterschaft 2012 | - Olympische Winterspiele 2014 - Weltmeisterschaft 2014 - Weltmeisterschaft 2015 - Weltmeisterschaft 2016 - World Cup of Hockey 2016 - Olympische Winterspiele 2022 |

(Legende zur Spielerstatistik: Sp oder GP = absolvierte Spiele; T oder G = erzielte Tore; V oder A = erzielte Assists; Pkt oder Pts = erzielte Scorerpunkte; SM oder PIM = erhaltene Strafminuten; +/− = Plus/Minus-Bilanz; PP = erzielte Überzahltore; SH = erzielte Unterzahltore; GW = erzielte Siegtore; 1 Play-downs/Relegation; Kursiv: Statistik nicht vollständig)